# Ton van der Kleij
Ton van der Kleij (Voorburg, 3 januari 1949 – aldaar, 15 april 2015) was een Nederlands drummer. Hij is vooral bekend van de groep Earth & Fire.

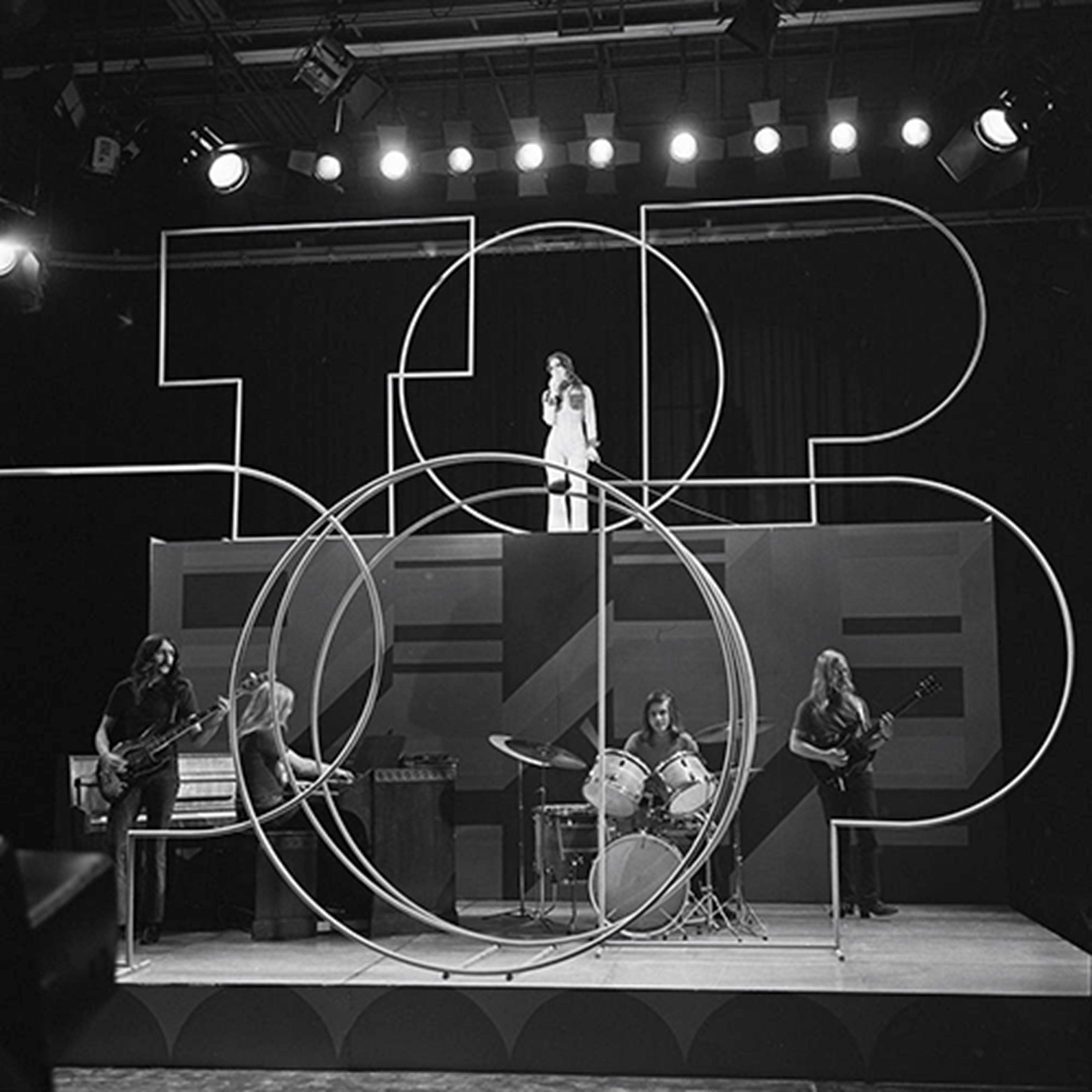
Van der Kleij (drums) bij Earth & Fire (1971)

Van der Kleij werd geboren als zoon van een opticien. Hij ging de muziek in nadat hij in 1957 in Muziek Parade een foto van Elvis Presley met een gouden plaat voor Hound Dog had gezien. Zelf wilde Van der Kleij ook een gouden plaat. Hij begon op de gitaar (op Sinterklaasavond gekregen) in schoolband The Black Birds. Drummen leerde hij vervolgens bij een plaatselijk orkest, maar grotendeels ook zichzelf. Daarna was hij drummer bij The Black Demons, Chou Chou, Levy Joe en Summer (1968). Chou Chou, die ook weleens Jerney Kaagman begeleidde, haalde een uitzending bij Radio Veronica. Geen van die bandjes haalden aanspreekbare verkoopcijfers. Op Van der Kleij werd door zijn vader druk uitgeoefend om diens brillenzaak in Voorburg over te nemen. Daar had hij geen zin in en na de dood van zijn vader in 1965 was de druk om opticien te worden weg.
Van der Kleij viel in april 1970 twee weken in bij Earth & Fire. Toen vaste drummer Cees Kalis te kennen gaf verder te gaan in het onderwijs, werd Van der Kleij de nieuwe drummer. Hij hield die baan tijdens hun progressieve rockfase (1970-1977) en kreeg in 1971 een gouden plaat voor Song of the Marching Children. Voor Earth & Fire componeerde hij enkele nummers, zoals How time flies en Smile. Ook samen met de andere bandleden schreef hij aan nummers, zoals de muziek voor Ebbtide en Fanfare. Eind 1978 verliet Ton Earth & Fire, uit onvrede met de commerciële koerswijziging van de groep. De banddiscipline had een al te wild leven onderdrukt en in het vrijere leven raakte Van der Kleij aan de drank. Hij werkte 2 jaar als taxichauffeur en later in een lunchroom en andere horecagelegenheden. Het grootste commerciële succes van Earth & Fire met het nummer Weekend maakte hij niet mee.
Pas in de jaren negentig ging hij weer drummen. Hij speelde bij Parkers Band op het album Colours. In die tijd raakte Van der Kleij in een langdurige depressie. Daarna volgde een reünie van Levy Joe en de start van de Rolling Stones-coverband Flight 505 met Peter Vermeij, Hans Hollestelle en Henk Smitskamp. Van der Kleij overleed in 2015 op 66-jarige leeftijd.